# Moderen (film fra 1926)
 For alternative betydninger, se Moderen. (Se også artikler, som begynder med Moderen)
Moderen (russisk: Мать) er en sovjetisk film fra 1926 af Vsevolod Pudovkin.
Filmen havde dansk biografpremiere med en kraftigt beskåret udgave i Palads Teatret den 10. oktober 1927. Filmen i sin fulde længde blev vist i Vester Vov Vov i februar 1976, hvor den spillede i fem uger.
Filmen er den første film i Pudovkins "revolutionstrilogy" og blev efterfulgt St. Peterborgs sidste dage (1927) og Storm over Asien (1928).

## Medvirkende
- Vera Baranovskaja som Pelageja Vlasova
- Nikolaj Batalov som Pavel Vlasov
- Aleksandr Tjistjakov
- Anna Zemtsova som Anna
- Ivan Koval-Samborskij som Vesovsjjikov